# Woolworth
Woolworth (oficialmente, F. W. Woolworth Company; también referido como Woolworth's) fue una empresa minorista de Estados Unidos de América y uno de los pioneros originales de la tienda a precio único. Podría decirse que fue el negocio de cinco y diez centavos estadounidense e internacional más exitoso, estableciendo tendencias y creando el modelo minorista moderno que las tiendas siguen hoy en todo el mundo.

## Historia
La F.W. Woolworth Co. tenía las primeras tiendas de cinco y diez centavos, que vendían mercancía general descontada a precios fijos, generalmente cinco o diez centavos, subcotizando los precios de otros comerciantes locales. Woolworth, como popularmente se dieron a conocer las tiendas, fue una de las primeras tiendas minoristas estadounidenses en poner mercaderías para que el público comercial manejara y seleccionara sin la ayuda de un vendedor. Los vendedores anteriores habían mantenido toda la mercancía detrás de un mostrador y los clientes presentaban al empleado una lista de los artículos que deseaban comprar.

### Caída
El crecimiento y la expansión de la compañía contribuyeron a su caída. La compañía Woolworth se alejó de sus raíces de cinco centavos y puso menos énfasis en su cadena de tiendas departamentales, ya que se centró en sus tiendas especializadas. Aun así, la compañía no pudo competir con otras cadenas que habían erosionado su participación en el mercado. Si bien fue un éxito en Canadá, la cadena Woolco cerró en los Estados Unidos en 1983. La mayor tienda FW Woolworth de Europa, en Mánchester, Reino Unido. Una de dos en el centro de la ciudad, sufrió un incendio en mayo de 1979. A pesar de que la tienda estaba siendo reconstruida incluso más grande y hasta los últimos códigos de incendios; las historias negativas en la prensa, junto con la pérdida de vidas, sellaron su destino; finalmente se cerró en 1986. Durante la reconstrucción y en parte como resultado de la mala prensa, la operación británica se aisló de la empresa matriz como Woolworth's Plc. 

Esto resultó fortuito ya que la marca posteriormente duró doce años más en el Reino Unido que en los Estados Unidos. El 15 de octubre de 1993, Woolworth se embarcó en un plan de reestructuración que incluyó el cierre de la mitad de sus más de 800 tiendas de mercancía general en los Estados Unidos y la conversión de sus tiendas canadienses a una división de liquidación llamada The Bargain! Tienda. Woolco y Woolworth sobrevivieron en Canadá hasta 1994, cuando la mayoría de las tiendas de Woolco se vendieron a Wal-Mart.

## Woolworth Mexicana
Woolworth había llegado a México en las décadas anteriores de 1990, ya que se conoce que en Celaya ya se había inaugurado una de sus sucursales. En México, incluso Woolworth llegó a operar cafeterías en cuatro estados y dos restaurantes en el norte del país. En 1997, la filial mexicana de Woolworth pasa a ser adquirido por Grupo Comercial Control; quien administraba las Tiendas del Centro (que en la actualidad son llamadas Tiendas Del Sol). La tienda, así como los restaurantes y cafeterías que operaba fueron transferidos, sin ningún cambio. Actualmente el Grupo ostenta tener 30 sucursales de Woolworth; y abrió 8 tiendas más en 2015. A diferencia de su homólogo estadounidense y británico, Woolworth no está en riesgo de quiebra al formar parte de un grupo independiente; ya que Grupo Comercial Control únicamente paga regalías por el uso del nombre en México, por lo que Woolworth funciona en México como una segunda versión de la tienda departamental mexicana Del Sol.